# Vydra severoamerická
Vydra severoamerická zvaná rovněž vydra kanadská (Lontra canadensis) patří mezi lasicovité šelmy. Žije v jezerech, řekách, bažinách a na skalnatých mořských pobřežích. Je velmi podobná, a to i chováním, evropské vydře říční.
Rozlišuje se 7 poddruhů, které se vyskytují od Aljašky až po státy na jihu USA.

## Způsob života
Žije osamoceně s výjimkou období páření. Sídlí podél říčních břehů, u břehů jezer a u mořského pobřeží. Její teritorium je dlouhé 5 až 25 km. Vytváří si podzemní noru (doupě), kde odchovává mláďata.

## Potrava
Živí se převážně rybami, korýši a obojživelníky, ale nepohrdne ani hryzci nebo kachňaty. Loví ve dne.

## Velikost
- délka těla 40–80 cm[3] / 66–107 cm[2]
- délka ocasu 36–50 cm[3] / do 40 cm[2]
- hmotnost 5–14,5 kg[3] / 8–14 kg[2]

## Rozmnožování
Doba březosti se pohybuje okolo 56 dní, samička rodí 2–3 mláďata a kojí je 4 měsíce.

## Chov v zoo
V Evropě patří k vzácně chovaným druhům. V listopadu 2019 byl chován jen ve 13 zoo čtyř evropských zemí (Česko, Francie, Německo, Spojené království). V Česku je dlouhodobě chována pouze v Zoo Praha.

### Chov v Zoo Praha
V Zoo Praha je tento druh chován od roku 1997. Přivezen byl pár. Samice Sanny, která byla přivezena ve zmíněném roce, byla v roce 2015 přesunuta do zázemí. V roce 2017 uhynula ve věku 21 let. Současný pár vyder byl přivezen v říjnu 2015 a představen veřejnosti o měsíc později. Jde o samce Coryho a samici Taru, kteří byli přivezeni přímo ze Spojených států amerických. Pocházejí z volné přírody.
Výběh pro tento druh vznikl v roce 1995 v rámci komplexu expozic malých amerických druhů zvířat v horní části zoo (nedaleko expozice ledních medvědů).